# 蘭德氏牙花鮨
蘭德氏牙花鮨，為輻鰭魚綱鱸形目鱸亞目鮨科的其中一種，分布於西太平洋的印尼龍目島海域，體長可達21.2公分，生活在岩礁海域，為底棲性魚類，屬肉食性，生活習性不明。

## 擴展閱讀
維基物種上的相關：蘭德氏牙花鮨